# Rada Związku
Rada Związku (ros. Совет Союза) – jedna z dwu izb Rady Najwyższej ZSRR, posiadająca prawo inicjatywy ustawodawczej.
Była organem w założeniu wybieralnym, jednak jej członkami byli jedynie ludzie wytypowani i popierani przez KPZR. Jeden deputowany reprezentował 300 000 mieszkańców. W odróżnieniu od Izby Narodowości, nie była reprezentacją poszczególnych republik związkowych.